# Zapalenie błony śluzowej macicy
Zapalenie błony śluzowej macicy, zapalenie endometrium (łac. endometritis) – zakażenie endometrium, najczęściej o charakterze wstępującym. Zapalenie błony śluzowej stanowi element składowy zapalenia narządów miednicy mniejszej (PID).

## Etiologia
Zapalenie błony śluzowej macicy zwykle jest następstwem wstępowania drobnoustrojów z dolnej części układu rodnego przez szyjkę macicy do endometrium. W 70% przypadków jest to zakażenie bakteryjne florą mieszaną, choć możliwe są zakażenia Chlamydia trachomatis czy Neisseria gonorrhoeae. Zapalenie błony śluzowej macicy często współwystępuje z zajęciem jajowodów, ale może występować jako izolowane zakażenie.
Często jest związane z przeprowadzanymi zabiegami wykonanymi drogą przezpochwową takimi jak rozszerzeniem kanału szyjki macicy, łyżeczkowaniem jamy macicy, umieszczeniem wkładki wewnątrzmacicznej, histeroskopią czy histerosalpingografią. Do czynników ryzyka należy przedłużony poród, przedwczesne pęknięcie błon płodowych, cięcie cesarskie, zaawansowany wiek i niski status socjoekonomiczny.

## Objawy
Do objawów zapalenia błony śluzowej macicy należą:
- ból podbrzusza,
- nieprawidłowe krwawienie z dróg rodnych, w tym krwawienie międzymiesiączkowe, obfite krwawienia miesięczne,
- upławy,
- gorączka,
- dreszcze.

W badaniu fizykalnym stwierdza się:
- tkliwość szyjki macicy podczas poruszania w trakcie badania dwuręcznego,
- tkliwość brzucha w podbrzuszu podczas palpacji.

## Rozpoznanie
Rozpoznanie zapalenia bony śluzowej macicy jest stawiane na podstawie obrazu klinicznego.

## Leczenie
Leczenie polega na antybiotykoterapii, w której stosuje się połączenie klindamycyny z gentamycyną albo cefalosporyny III generacji lub ampicylinę z sulbaktamem. W leczeniu przewlekłego zapalenia endometrium wykorzystuje się doksocyklinę. 
W przypadku zakażeniu po poronieniu, gdy występuje podejrzenie pozostawienia resztek jaja płodowego w macicy wykonuje się ponowne łyżeczkowanie. Pomocne w terapii może być podanie estrogenów.

## Klasyfikacja ICD10
| kod ICD10     | nazwa choroby                                |
| ------------- | -------------------------------------------- |
| ICD-10: N71   | Choroby zapalne macicy, z wyłączeniem szyjki |
| ICD-10: N71.0 | Ostra choroba zapalna macicy                 |
| ICD-10: N71.1 | Przewlekła choroba zapalna macicy            |
| ICD-10: N71.9 | Choroba zapalna macicy, nieokreślona         |